# 52570 Lauraco
52570 Lauraco è un asteroide della fascia principale. Scoperto nel 1997, presenta un'orbita caratterizzata da un semiasse maggiore pari a 2,3832768 au e da un'eccentricità di 0,1305960, inclinata di 13,75236° rispetto all'eclittica.